# Tetracanthagyna bakeri
Tetracanthagyna bakeri är en trollsländeart som beskrevs av Campion in Cmp och Lai 1928. Tetracanthagyna bakeri ingår i släktet Tetracanthagyna och familjen mosaiktrollsländor. IUCN kategoriserar arten globalt som livskraftig. Inga underarter finns listade i Catalogue of Life.